# Kjell Stahl
Kjell Stahl (født 16. september 1937) er en norsk civilingeniør fra Stavanger. Kjell Stahl er pensioneret koncernrådgiver i Telenor. Stahl har arbejdet som koncernrådgiver under koncerncheferne Tormod Hermansen og Jon Fredrik Baksaas. Han var statssekretær i Kommunal- og arbeidsdepartementet under statsrådet Arne Rettedal 1983-86. Før dette arbejdede Stahl i blandt andet Norges Industriforbund. Stahl er uddannet civilingeni'r og doktor ingeniør. Han var styreformand i TV2 (norge) i kanalens indledende år.
I perioden 1988-90 var Stahl universitetsdirektør ved Universitetet i Oslo. Som universitetsdirektør var Stahl kontroversiel. Sammen med professor Inge Lønning forsøgte han at indføre vikrsomhedsplanlægning og målstyring i institutionen, hvilket vakte modstand i Det akademiske kollegium. Konflikten endte med at Stahl frivilligt fratrådte sin stilling.
Stahl har haft en række styre- og tillidshverv, bl.a ved Høgskolen i Oslo (HiO) fra 1994 til 2000.